# AP Андромеды
AP Андромеды (лат. AP Andromedae) — двойная затменная переменная звезда типа Алголя (EA) в созвездии Андромеды на расстоянии приблизительно 1138 световых лет (около 349 парсеков) от Солнца. Видимая звёздная величина звезды — от +11,9m до +11,3m. Орбитальный период — около 1,5873 суток.

## Характеристики
Первый компонент — жёлто-белая звезда спектрального класса F6 или F5. Радиус — около 1,82 солнечного, светимость — около 3,909 солнечных. Эффективная температура — около 6011 K.
Второй компонент — жёлто-белая звезда спектрального класса F8.